# Stadhuis van Dokkum
Het Stadhuis van Dokkum is een stadhuis in de Nederlandse stad Dokkum. Het stadhuis is sinds 1984 gemeentehuis van Dongeradeel. Tegenwoordig wordt er niet meer vergaderd in de burgemeester- en de wethouderskamer. Dit gebeurt in de naastgelegen gebouwen en in de Koningstraat.

## Beschrijving
Op 3 september 1607 besloot het stadsbestuur van Dokkum tot de bouw van het stadhuis. Het Mockemahuis, gebouwd door metselaar en steenhouwer Jacob Lous uit Harlingen, moest grondig verbouwd worden tot stadhuis. Het stadhuis dat tussen 1607 en 1610 verrees, werd asymmetrisch. Niet precies in het midden, maar net daarnaast kwam de ingang. De grote gevelsteen werd gemaakt van natuursteen. Boven op de toren stond een achtkante lantaarnspits. Boven op de toren stond een windvaan in de vorm van een schip. In 1717 werd deze vervangen door een grotere. Hierdoor kwam er plaats voor een klokkenkoepel. Het gebouw was in maniëristische stijl. Deze stijl komt alleen nog terug in de Groene Kamer met een schouw. Op donderdag 29 november 1610 werd het stadhuis in gebruik genomen.
In het midden van de 18de eeuw werd het stadhuis te klein. In 1756 besloot de magistraat (burgemeester) om het naast het stadhuis gelegen pand te kopen. Dit werd tussen 1761 en 1762 zo gebouwd dat de vloeren op de verdiepingen aansloten met die van het stadhuis. Ook werd zo het dak op dezelfde hoogte verplaatst. Het gebouw werd daardoor een soort mengelmoesje. Dit kan de reden zijn geweest voor een grote verbouwing in 1835. Al het maniëristische verdween en ervoor in de plaats kwam de classicistische bouwstijl. De rolgevel werd vervangen door een fronton met het door Jacob Lous gemaakte beeld van vrouwe Justitia.
De schilderijen uit 1763 van Daniël Reynes (1711-1777) in de raadzaal zijn geplaatst in een grenenhouten betimmering. De eerste van de reeks verbeeldt de geschiedenis, de schilderkunst, de oudheid en de Oceaan, die altijd een gevaar voor Dokkum is geweest. Het tweede schilderij laat de opkomst van het christelijke geloof zien. Het derde schilderij laat de oorlogen zien, waaronder de overwinning op de Spaanse bezetter. Ook is afgebeeld hoe Dokkum protestants wordt. Het laatste schilderij laat de bloei van Dokkum zien. Ook zijn er schilderijen van onder andere Burmania. De schilderijen beelden vooral de roem en dapperheid van de Dokkumers uit.

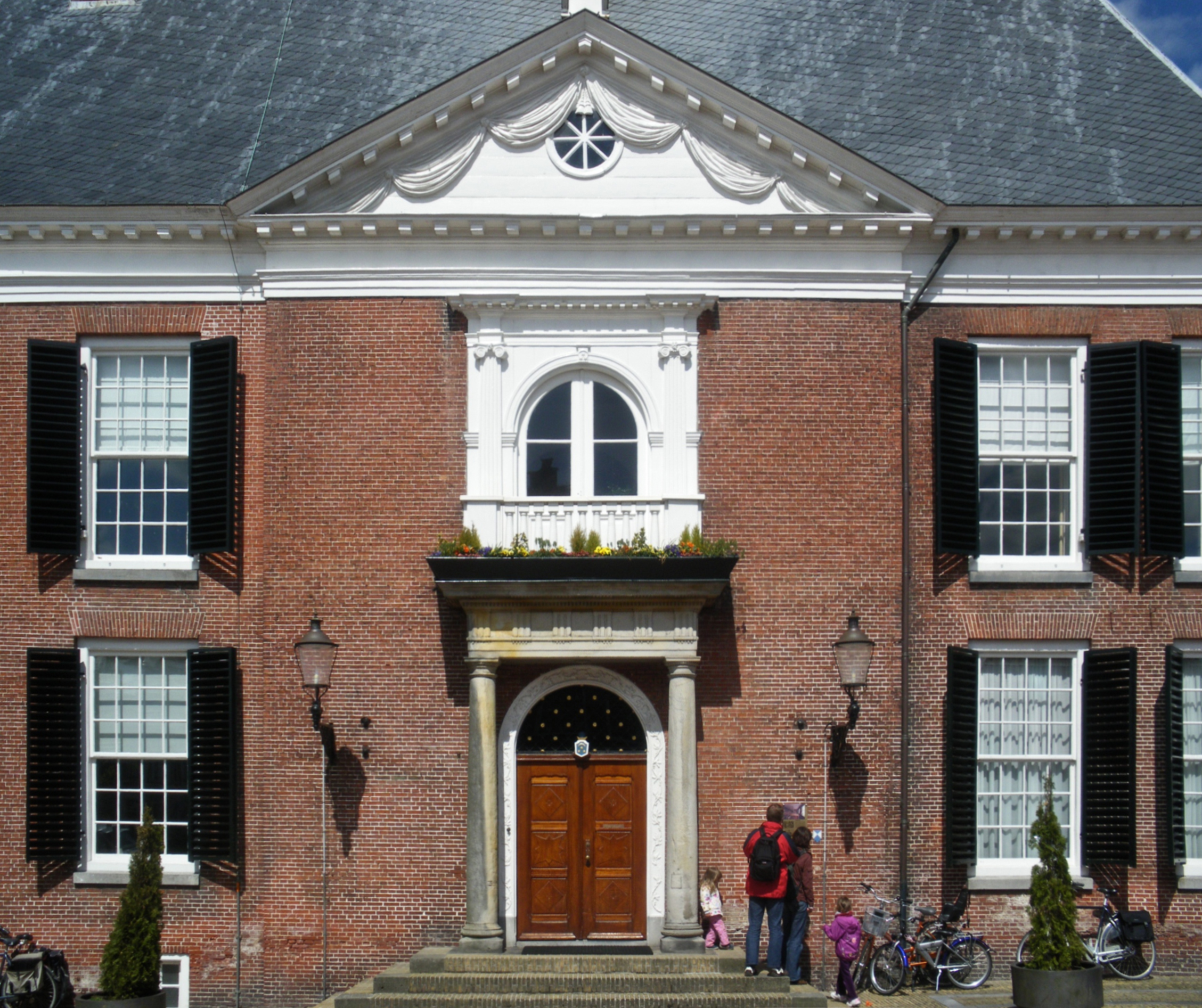
Voorgevel
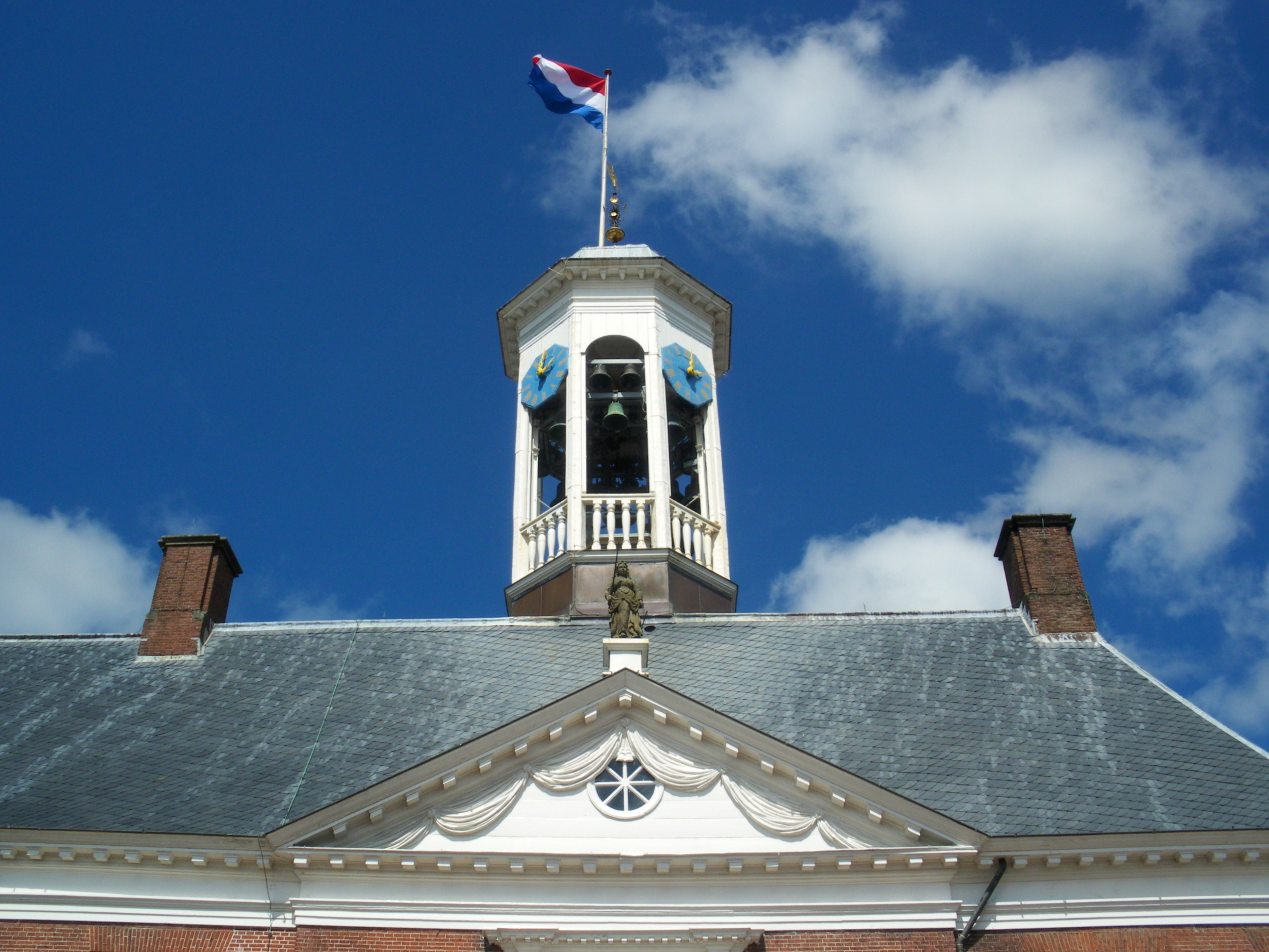
Dak en lantaarn
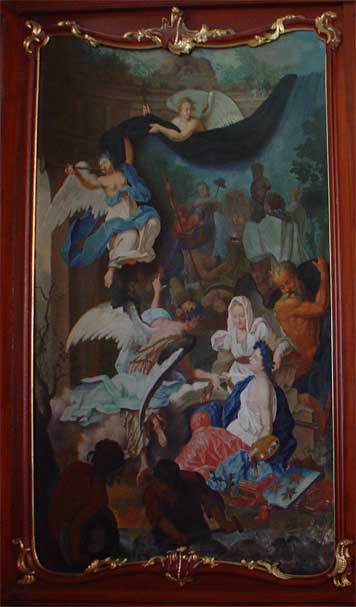
Interieur

Bolsward · 
Dokkum ·
Franeker ·
Harlingen ·
Hindeloopen ·
IJlst ·
Leeuwarden ·
Sloten ·
Sneek ·
Stavoren ·
Workum